# Jules Léger
Jules Léger (Saint-Anicet, 4 aprile 1913 – Ottawa, 22 novembre 1980) è stato un diplomatico e politico canadese, governatore generale del Canada dal 1974 al 1979.